# لئون مورن، کشیش
لئون مورن، کشیش (فرانسوی: Léon Morin, prêtre‎) فیلمی درام به کارگردانی ژان-پیر ملویل محصول سال ۱۹۶۱ محصول فرانسه است. از بازیگران آن می‌توان به ژان-پل بلموندو، امانوئل ریوا، ایرن تانک، فولکر اشلوندورف و هوارد ورنون اشاره کرد. بلموندو برای این فیلم نامزد دریافت جایزه بفتای بهترین بازیگر نقش اول مرد شد.
فیلم اقتباسی از رمان فرانسوی به همین نام اثر بئاتریکس بک است که برندهٔ جایزه گنکور شده بود.